# 深町宏
深町宏（ふかまち ひろし,1961年10月28日 - ）は現在の福岡県筑後市生まれのサックス奏者。
福岡県立山門高等学校卒業後、作陽音楽大学（現くらしき作陽大学）を卒業。地方公務員の教員として八女郡広川中学校と筑南中学校で9年間の教職を経験し、プロの音楽家として独立。これまでに10枚のアルバムを発表。
2005年4thアルバム「Harlem Nocturne」本作品をニューヨークにて、アメリカ第一線で活躍するミュージシャンとレコーディングを行う。吉田次郎（ギター）のプロデュースにより、「ハーレム・ノクターン」を始めとするカバー曲とニューヨーク・バージョンに再アレンジされたオリジナル曲をアンディ・エズリン（ピアノ）、カール・カーター（ベース）、ジーン・レイク（ドラム）と共演した。